# Lushta
Lushta (albanska: Lushta, (serbiska: Ljušta) är en by i Kosovo. Den ligger i kommunen Mitrovica. Enligt den senaste folkräkningen år 2011 fanns det 637 invånare.

## Demografi
| Demografi | 2011 |
| --------- | ---- |
| albaner   | 636  |
| bosniaker | 1    |